# Glycine latrobeana
Glycine latrobeana är en ärtväxtart som först beskrevs av Meissner, och fick sitt nu gällande namn av George Bentham. Glycine latrobeana ingår i släktet sojabönor, och familjen ärtväxter. Inga underarter finns listade i Catalogue of Life.